# 한밤의 아이들
《한밤의 아이들》(Midnight's Children)은 살만 루슈디의 1981년 소설이다.

## 같이 보기
- 암리차르 학살
- 르 몽드가 선정한 세기의 도서 100권